# ماري لوند ديفيس
ماري لوند ديفيس (بالإنجليزية: Mary Lund Davis)‏ هي مهندسة معمارية أمريكية، ولدت في 13 فبراير 1922 في ساكرامنتو في الولايات المتحدة، وتوفيت في 13 يونيو 2008 في رانتشو ميراج في الولايات المتحدة.